# Mohun Bagan Super Giant 2023-2024
Questa voce raccoglie le informazioni riguardanti il Mohun Bagan Super Giant nelle competizioni ufficiali della stagione 2023-2024.

## Maglie e sponsor
| Casa | Trasferta |

## Organico

### Rosa
| N. |                      | Ruolo | Calciatore             |
| -- | -------------------- | ----- | ---------------------- |
| 1  | India (bandiera)     | P     | Vishal Kaith           |
| 2  | India (bandiera)     | D     | Sumit Rathi            |
| 4  | India (bandiera)     | D     | Anwar Ali              |
| 5  | Australia (bandiera) | D     | Brendan Hamill         |
| 7  | India (bandiera)     | C     | Anirudh Thapa          |
| 8  | Finlandia (bandiera) | C     | Joni Kauko             |
| 9  | Australia (bandiera) | A     | Dimitri Petratos       |
| 10 | Francia (bandiera)   | C     | Hugo Boumous           |
| 11 | India (bandiera)     | A     | Manvir Singh           |
| 13 | India (bandiera)     | C     | Ningombam Engson Singh |
| 14 | India (bandiera)     | C     | Lalrinliana Hnamte     |
| 15 | India (bandiera)     | D     | Subashish Bose         |
| 16 | India (bandiera)     | C     | Abhishek Suryavanshi   |
| 17 | India (bandiera)     | A     | Liston Colaco          |

| N. |                      | Ruolo | Calciatore           |
| -- | -------------------- | ----- | -------------------- |
| 18 | India (bandiera)     | C     | Sahal Abdul Samad    |
| 22 | India (bandiera)     | D     | Deepak Tangri        |
| 23 | India (bandiera)     | P     | Debnath Mondal       |
| 25 | India (bandiera)     | A     | Kiyan Nassiri        |
| 26 | Spagna (bandiera)    | D     | Héctor Yuste         |
| 27 | India (bandiera)     | A     | Md. Fardin Ali Molla |
| 31 | India (bandiera)     | P     | Arsh Shaikh          |
| 33 | India (bandiera)     | C     | Glan Martins         |
| 35 | Australia (bandiera) | A     | Jason Cummings       |
| 44 | India (bandiera)     | D     | Asish Rai            |
| 72 | India (bandiera)     | A     | Suhail Bhat          |
| 77 | India (bandiera)     | D     | Ravi Rana            |
| 99 | Albania (bandiera)   | A     | Armando Sadiku       |

#### Altri giocatori
| N. |                  | Ruolo | Calciatore        |
| -- | ---------------- | ----- | ----------------- |
|    | India (bandiera) | C     | Ashique Kuruniyan |

| N. |  | Ruolo | Calciatore |
| -- |  | ----- | ---------- |

### Staff tecnico
- Antonio López Habas - Allenatore
- Clifford Miranda - Vice allenatore
- Bastob Roy - Allenatore riserve
- Antonio López Habas - Direttore tecnico

## Calciomercato
| Acquisti | Acquisti               | Acquisti         | Acquisti   |
| R.       | Nome                   | da               | Modalità   |
| -------- | ---------------------- | ---------------- | ---------- |
| P        | Vishal Kaith           |                  |            |
| P        | Arsh Shaikh            |                  |            |
| P        | Debnath Mondal         |                  |            |
| D        | Anwar Ali              | Delhi            | Definitivo |
| D        | Brendan Hamill         |                  |            |
| D        | Subashish Bose         |                  |            |
| D        | Asish Rai              |                  |            |
| D        | Pritam Kotal           |                  |            |
| D        | Ravi Rana              |                  |            |
| D        | Sumit Rathi            |                  |            |
| D        | Deepak Tangri          |                  |            |
| D        | Héctor Yuste           | Omonia           | Definitivo |
| D        | N Rohen Singh          | Classic FA       | Prestito   |
| C        | Hugo Boumous           |                  |            |
| C        | Lalrinliana Hnamte     |                  |            |
| C        | Abhishek Suryavanshi   |                  |            |
| C        | Ningombam Engson Singh |                  |            |
| C        | Ricky Shabong          |                  |            |
| C        | Ashique Kuruniyan      |                  |            |
| C        | Anirudh Thapa          | Chennaiyin       | Definitivo |
| C        | Sahal Abdul Samad      | Kerala Blasters  | Definitivo |
| C        | Glan Martins           |                  |            |
| A        | Dimitri Petratos       |                  |            |
| A        | Manvir Singh           |                  |            |
| A        | Kiyan Nassiri          |                  |            |
| A        | Md. Fardin Ali Molla   |                  |            |
| A        | Jason Cummings         | C.C. Mariners    | Definitivo |
| A        | Shubho Paul            | Sudeva Delhi     | Definitivo |
| A        | Armando Sadiku         |                  | Svincolato |
| A        | Serto Worneilen Kom    | Classic FA       | Prestito   |
| A        | Liston Colaco          |                  |            |
| A        | Suhail Bhat            | Mohun Bagan SG B | Prestito   |

| Cessioni | Cessioni                | Cessioni         | Cessioni   |
| R.       | Nome                    | a                | Modalità   |
| -------- | ----------------------- | ---------------- | ---------- |
| P        | Avilash Paul            | Gokulam Kerala   | Definitivo |
| D        | Tiri                    |                  | Svincolato |
| D        | Slavko Damjanović       |                  | Svincolato |
| D        | Raj Basfore             | Mohun Bagan SG B | Definitivo |
| D        | Pritam Kotal            | Kerala Blasters  | Definitivo |
| D        | Florentin Pogba         |                  | Svincolato |
| D        | N Rohen Singh           | Mohun Bagan SG B | Prestito   |
| C        | Federico Gallego        |                  | Svincolato |
| C        | Lalthathanga Khawlhring |                  | Svincolato |
| C        | Ricky Shabong           | Punjab FC        | Definitivo |
| C        | Carl McHugh             | FC Goa           | Definitivo |
| C        | Nongdamba Naorem        | Jamshedpur       | Definitivo |
| A        | Serto Worneilen Kom     | Mohun Bagan SG B | Prestito   |
| A        | Shubho Paul             | Mohun Bagan SG B | Definitivo |

### Cambio di allenatore
| Allenatore in uscita | Motivo  | Dal              | Fino al        | Allenatore in entrata | A partire dal  |
| -------------------- | ------- | ---------------- | -------------- | --------------------- | -------------- |
| Juan Ferrando        | Esonero | 20 dicembre 2021 | 3 gennaio 2024 | Antonio López Habas   | 3 gennaio 2024 |

## Risultati

### Indian Super League
| Calcutta 23 settembre 2023, ore 17:00 UTC+5:30 1ª giornata                                                 | Mohun Bagan SG | 3 – 1 referto   | Punjab FC | Salt Lake Stadium (27 325 spett.) |
| \| \| \| \| \| Jason Cummings 10’ Dimitri Petratos 35’ Manvir Singh 64’ \| Marcatori \| 53’ Luka Majcen \| |                |                 |           |                                   |
| |                |                 |           |                                   |
| Jason Cummings 10’ Dimitri Petratos 35’ Manvir Singh 64’                                                   | Marcatori      | 53’ Luka Majcen |           |                                   |

| Calcutta 27 settembre 2023, ore 15:30 UTC+5:30 2ª giornata | Mohun Bagan SG | 1 – 0 referto | Bengaluru | Salt Lake Stadium |
| \| \| \| \| \| Hugo Boumous 67’ \| Marcatori \| \|         |                |               |           |                   |
|                                                            |                |               |           |                   |
| Hugo Boumous 67’                                           | Marcatori      |               |           |                   |

| Arbitro: | Kumar A. |

|                       |           |                                                            |
| Rafael Crivellaro 55’ | Marcatori | 22’ Dimitri Petratos 45+3’ Jason Cummings 57’ Manvir Singh |

| Arbitro: | Kumar Gupta R. |

|                                  |           |                    |
| Greg Stewart 44’ Bipin Singh 73’ | Marcatori | 25’ Jason Cummings |

| Arbitro: | Kumar Gupta R. |

|                                         |           |                                          |
| Armando Sadiku 17’ Dimitri Petratos 87’ | Marcatori | 3’ Ajay Chhetri 53’ (Rig.) Cleiton Silva |

| Arbitro: | Purkayastha A. |

|                                            |           |                                                        |
| Sanan Mohammed K 7’ Steve Ambri 86’ (Rig.) | Marcatori | 29’ Armando Sadiku 49’ Liston Colaco 80’ Kiyan Nassiri |

| Bhubaneswar 24 febbraio 2024, ore 12:30 UTC+5:30 7ª giornata | Odisha       | 0 – 0 referto | Mohun Bagan SG | Kalinga Stadium (5 236 spett.)\| Arbitro: \| Nagvenkar T. \| |
| Arbitro:                                                     | Nagvenkar T. |               |                |                                                              |

| Arbitro: | Kumar A. |

|  |           |                                    |
|  | Marcatori | 85’ Brendan Hamill 90+6’ Asish Rai |

| Arbitro: | John C. |

|                           |           |                                |
| Armando Sadiku 58’, 90+4’ | Marcatori | 31’ (Rig.), 45+3’ Ahmed Jahouh |

| Arbitro: | Kundu H. |

|                   |           |                                                         |
| Phalguni Singh 4’ | Marcatori | 15’ Deepak Tangri 28’ Jason Cummings 71’ Subashish Bose |

| Arbitro: | Mohamed J. |

|                        |           |                                                                           |
| Dimitri Petratos 45+7’ | Marcatori | 10’, 45+3’ Noah Sadaoui 42’ Víctor Rodríguez 90+1’ (Rig.) Carlos Martínez |

| Arbitro: | Venkatesh R. |

|  |           |                         |
|  | Marcatori | 9’ Dīmītrīs Diamantakos |

| Arbitro: | John C. |

|  |           |                      |
|  | Marcatori | 74’ Dimitri Petratos |

| Arbitro: | Kundu H. |

|                                        |           |  |
| Anirudh Thapa 12’ Jason Cummings 45+2’ | Marcatori |  |

| Arbitro: | Ramachandra V. |

|                                                                                     |           |                           |
| Liston Colaco 45+1’ Jason Cummings 45+4’ Dimitri Petratos 53’ Sahal Abdul Samad 57’ | Marcatori | 6’ (Rig.), 50’ Tomi Jurić |

| Arbitro: | Kundu H. |

|                                                   |           |                                                               |
| Vibin Mohanan 54’ Dīmītrīs Diamantakos 63’, 90+9’ | Marcatori | 4’, 60’ Armando Sadiku 68’ Deepak Tangri 90+7’ Jason Cummings |

| Arbitro: | Kundu H. |

|  |           |                      |
|  | Marcatori | 42’ Dimitri Petratos |

| Arbitro: | Venkatesh R. |

|                                      |           |                           |
| Liston Colaco 28’ Jason Cummings 81’ | Marcatori | 89’ Lallianzuala Chhangte |

| Arbitro: | Kumar Gupta R. |

|                                              |           |                                                       |
| Joni Kauko 29’ Dimitri Petratos 90+2’ (Rig.) | Marcatori | 72’ Jordan Murray 80’ Ryan Edwards 90+7’ Irfan Yadwad |

| Calcutta 10 marzo 2024, ore 15:00 UTC+5:30 20ª giornata                                                              | East Bengal | 1 – 3 referto                                                      | Mohun Bagan SG | Salt Lake Stadium |
| \| \| \| \| \| Saúl Crespo 54’ \| Marcatori \| 27’ Jason Cummings 37’ Liston Colaco 45+3’ (Rig.) Dimitri Petratos \| |             |                                                                    |                |                   |
| |             |                                                                    |                |                   |
| Saúl Crespo 54’ | Marcatori   | 27’ Jason Cummings 37’ Liston Colaco 45+3’ (Rig.) Dimitri Petratos |                |                   |

| Arbitro: | Purkayastha A. |

|                                                           |           |  |
| Dimitri Petratos 7’ Jason Cummings 68’ Armando Sadiku 80’ | Marcatori |  |

| Arbitro: | Kumar Gupta R. |

|  |           |                                                                        |
|  | Marcatori | 18’ Héctor Yuste 51’ Manvir Singh 54’ Anirudh Thapa 60’ Armando Sadiku |

#### Andamento in campionato
| Giornata  | 1 | 2 | 3 | 4 | 5 | 6 | 7 | 8 | 9 | 10 | 11 | 12 | 13 | 14 | 15 | 16 | 17 | 18 | 19 | 20 | 21 | 22 |
| --------- | - | - | - | - | - | - | - | - | - | -- | -- | -- | -- | -- | -- | -- | -- | -- | -- | -- | -- | -- |
| Luogo     | C | C | T | T | C | T | T | T | C | T  | C  | C  | T  | C  | C  | T  | T  | C  | C  | T  | C  | T  |
| Risultato | V | V | V | P | N | V | N | V | N | V  | P  | P  | V  | V  | V  | V  | V  | V  | P  | V  | V  | V  |
| Posizione | 1 | 1 | 1 | 3 | 3 | 3 | 4 | 3 | 3 | 3  | 4  | 5  | 5  | 5  | 3  | 2  | 1  | 1  | 1  | 1  | 1  | 1  |

Legenda:

Luogo: C = Casa; T = Trasferta. Risultato: V = Vittoria; N = Pareggio; P = Sconfitta.

#### Semifinale
| Arbitro: | Nagvenkar T. |

|                                    |           |                 |
| Carlos Delgado 11’ Roy Krishna 39’ | Marcatori | 3’ Manvir Singh |

| Arbitro: | John C. |

|                                            |           |  |
| Jason Cummings 22’ Sahal Abdul Samad 90+3’ | Marcatori |  |

#### Finale
| Arbitro: | Venkatesh R. |

|                    |           |                                                           |
| Jason Cummings 44’ | Marcatori | 53’ Jorge Pereyra Díaz 81’ Bipin Singh 90+4’ Jakub Vojtuš |

| Mohun Bagan Super Giant | Mumbai City |

|                     |    |                      |        |       |
|                     |    |                      |        |       |
| GK                  | 1  | Vishal Kaith         |        |       |
| CB                  | 4  | Anwar Ali            |        |       |
| CB                  | 26 | Héctor Yuste         |        |       |
| CB                  | 15 | Subashish Bose (c)   |        |       |
| RM                  | 11 | Manvir Singh         |        |       |
| CM                  | 8  | Joni Kauko           |        |       |
| CM                  | 22 | Deepak Tangri        | 84’    |       |
| LM                  | 17 | Liston Colaco        | 90+10’ |       |
| RW                  | 9  | Dimitri Petratos     |        |       |
| CF                  | 35 | Jason Cummings       |        |       |
| LW                  | 7  | Anirudh Thapa        | 70’    |       |
| A disposizione:     |    |                      |        |       |
| CM                  | 18 | Sahal Abdul Samad    | 70’    | 90+2’ |
| CF                  | 25 | Kiyan Nassiri        | 84’    |       |
| CB                  | 45 | Amandeep Vrish Bhan  |        |       |
| CB                  | 32 | Dippendu Biswas      |        |       |
| CB                  | 5  | Brendan Hamill       |        |       |
| CM                  | 14 | Lalrinliana Hnamte   |        |       |
| CM                  | 33 | Glan Martins         |        |       |
| GK                  | 31 | Arsh Shaikh          |        |       |
| CM                  | 16 | Abhishek Suryavanshi |        |       |
| Allenatore          |    |                      |        |       |
| Antonio López Habas |    |                      |        |       |

|                 |    |                        |     |       |
|                 |    |                        |     |       |
| GK              | 1  | Phurba Lachenpa        |     |       |
| RB              | 2  | Rahul Bheke (c)        |     |       |
| CB              | 35 | Thaer Krouma           |     |       |
| CB              | 4  | Tiri                   |     |       |
| LB              | 5  | Mehtab Singh           |     |       |
| CM              | 10 | Alberto Noguera        | 69’ |       |
| CM              | 20 | Jayesh Rane            | 70’ | 78’   |
| CM              | 45 | Lalengmawia            |     |       |
| RW              | 7  | Lallianzuala Chhangte  |     |       |
| CF              | 30 | Jorge Pereyra Díaz     | 72’ |       |
| LW              | 6  | Vikram Partap Singh    | 65’ |       |
| A disposizione: |    |                        |     |       |
| CF              | 29 | Bipin Singh            | 69’ |       |
| CF              | 9  | Jakub Vojtuš           | 72’ | 90+9’ |
| CM              | 16 | Vinit Rai              | 78’ |       |
| GK              | 13 | Mohammad Nawaz         |     |       |
| CM              | 60 | Franklin Nazareth      |     |       |
| CB              | 27 | Nathan Asher Rodrigues |     |       |
| CF              | 11 | Gurkirat Singh         |     |       |
| CB              | 17 | Sanjeev Stalin         |     |       |
| CB              | 3  | Valpuia                |     |       |
| Allenatore      |    |                        |     |       |
| Petr Kratky     |    |                        |     |       |

### Super Cup
| Bhubaneswar 9 gennaio 2024, ore 15:00 UTC+5:30 1ª giornata                                                   | Mohun Bagan SG | 2 – 1 referto                        | Sreenidi Deccan | Kalinga Stadium (200 spett.) |
| \| \| \| \| \| Jason Cummings 39’ Armando Sadiku 71’ \| Marcatori \| 29’ (Rig.) Willian Alves de Oliveira \| |                |                                      |                 |                              |
| |                |                                      |                 |                              |
| Jason Cummings 39’ Armando Sadiku 71’                                                                        | Marcatori      | 29’ (Rig.) Willian Alves de Oliveira |                 |                              |

| Bhubaneswar 14 gennaio 2024, ore 09:30 UTC+5:30 2ª giornata                                                  | Mohun Bagan SG | 2 – 1 referto     | Hyderabad | Kalinga Stadium (200 spett.) |
| \| \| \| \| \| Mark Zothanpuia 88’ (A.g.) Dimitri Petratos 90+2’ (Rig.) \| Marcatori \| 7’ Ramhlunchhunga \| |                |                   |           |                              |
| |                |                   |           |                              |
| Mark Zothanpuia 88’ (A.g.) Dimitri Petratos 90+2’ (Rig.)                                                     | Marcatori      | 7’ Ramhlunchhunga |           |                              |

| Bhubaneswar 19 gennaio 2024, ore 15:00 UTC+5:30 3ª giornata                                      | Mohun Bagan SG | 1 – 3 referto                                 | East Bengal | Kalinga Stadium (6 457 spett.) |
| \| \| \| \| \| Héctor Yuste 19’ \| Marcatori \| 24’, 80’ Cleiton Silva 63’ Nandha Kumar Sekar \| |                |                                               |             |                                |
|                                                                                                  |                |                                               |             |                                |
| Héctor Yuste 19’                                                                                 | Marcatori      | 24’, 80’ Cleiton Silva 63’ Nandha Kumar Sekar |             |                                |

#### Andamento nel girone
| Giornata  | 1 | 2 | 3 |  |
| --------- | - | - | - |  |
| Luogo     | C | C | C |  |
| Risultato | V | V | P |  |
| Posizione | 2 | 2 | 2 |  |

Legenda:

Luogo: C = Casa; T = Trasferta. Risultato: V = Vittoria; N = Pareggio; P = Sconfitta.

### Calcutta Football League

#### Gruppo A
| Arbitro: | Roy D. |

|                                                                         |           |                     |
| Sumit Rathi 11’ Ningomba Engson Singh 20’ Loitongbam Taison Singh 90+1’ | Marcatori | 90+4’ Surajit Ghosh |

| Arbitro: | Nripen Halder |

|                  |           |                                                                              |
| Manash Sarkar 4’ | Marcatori | 24’ Nongdamba Naorem 47’, 78’, 81’ (Rig.) Lalrinliana Hnamte 52’ Suhail Bhat |

| Arbitro: | Pranjan Banerjee |

|                                 |           |                                                                |
| Malsawmkima Chhangte 67’, 90+2’ | Marcatori | 25’, 43’, 50’ (Rig.) Suhail Bhat 61’, 86’ Md. Fardin Ali Molla |

| Arbitro: | Surajit Das |

|                        |           |                  |
| Suhail Bhat 44’ (Rig.) | Marcatori | 29’ (Rig.) Murmu |

| Arbitro: | Bimalendu Mondal |

|          |           |                                                     |
| 40’ Alex | Marcatori | 31’, 45’ Suhail Bhat 68’, 79’ Ningomba Engson Singh |

| Calcutta 5 agosto 2023, ore 15:00 UTC+5:30 6ª giornata                 | United SC | 0 – 2                                | Mohun Bagan SG | Mohun Bagan Ground |
| \| \| \| \| \| \| Marcatori \| 28’ Nongdamba Naorem 87’ Suhail Bhat \| |           |                                      |                |                    |
|                                                                        |           |                                      |                |                    |
|                                                                        | Marcatori | 28’ Nongdamba Naorem 87’ Suhail Bhat |                |                    |

| Calcutta 10 agosto 2023, ore 15:00 UTC+5:30 7ª giornata                                                                                          | Mohun Bagan SG | 5 – 0 referto | Food Corporation of India | Mohun Bagan Ground |
| \| \| \| \| \| Raj Basfore 26’ Vian Vinay Murgod 45+2’ Nongdamba Naorem 56’ Dippendu Biswas 84’ Loitongbam Taison Singh 90+2’ \| Marcatori \| \| |                |               |                           |                    |
| |                |               |                           |                    |
| Raj Basfore 26’ Vian Vinay Murgod 45+2’ Nongdamba Naorem 56’ Dippendu Biswas 84’ Loitongbam Taison Singh 90+2’                                   | Marcatori      |               |                           |                    |

| Kalyani 15 agosto 2023, ore 15:00 UTC+5:30 8ª giornata                                                                 | Army Red  | 2 – 2 referto                           | Mohun Bagan SG | Kalyani Stadium |
| \| \| \| \| \| Sukhpreet Singh 47’ Soubhagyan Somaraj 90+3’ \| Marcatori \| 21’ Vian Vinay Murgod 59’ Kiyan Nassiri \| |           |                                         |                |                 |
| |           |                                         |                |                 |
| Sukhpreet Singh 47’ Soubhagyan Somaraj 90+3’                                                                           | Marcatori | 21’ Vian Vinay Murgod 59’ Kiyan Nassiri |                |                 |

| Calcutta 20 agosto 2023, ore 15:00 UTC+5:30 9ª giornata   | Mohun Bagan SG | 0 – 2 referto           | Southern Samity | Mohun Bagan Ground |
| \| \| \| \| \| \| Marcatori \| 19’, 23’ Sougata Hansda \| |                |                         |                 |                    |
|                                                           |                |                         |                 |                    |
|                                                           | Marcatori      | 19’, 23’ Sougata Hansda |                 |                    |

| Calcutta 10 settembre 2023, ore 15:00 UTC+5:30 10ª giornata | Mohun Bagan SG | 1 – 0 referto | Peerless | Mohun Bagan Ground |
| \| \| \| \| \| Rohen Singh 22’ \| Marcatori \| \|           |                |               |          |                    |
|                                                             |                |               |          |                    |
| Rohen Singh 22’                                             | Marcatori      |               |          |                    |

| Kalyani 14 settembre 2023, ore 15:00 UTC+5:30 11ª giornata                                             | Mohammedan | 2 – 2 referto                | Mohun Bagan SG | Kalyani Stadium |
| \| \| \| \| \| Lalremsanga Fanai 20’ S. K. Faiaz 90+6’ \| Marcatori \| 58’ Kiyan Nassiri 81’ Taison \| |            |                              |                |                 |
| |            |                              |                |                 |
| Lalremsanga Fanai 20’ S. K. Faiaz 90+6’                                                                | Marcatori  | 58’ Kiyan Nassiri 81’ Taison |                |                 |

| Calcutta 17 settembre 2023, ore 11:40 UTC+5:30 12ª giornata | Mohun Bagan SG | 0 – 1 referto     | Diamond Harbour | Mohun Bagan Ground |
| \| \| \| \| \| \| Marcatori \| 1’ Supriya Pandit \|         |                |                   |                 |                    |
|                                                             |                |                   |                 |                    |
|                                                             | Marcatori      | 1’ Supriya Pandit |                 |                    |

##### Andamento in campionato
| Giornata  | 1 | 2 | 3 | 4 | 5 | 6 | 7 | 8 | 9 | 10 | 11 | 12 |
| --------- | - | - | - | - | - | - | - | - | - | -- | -- | -- |
| Luogo     | C | T | C | C | T | T | C | T | C | C  | T  | C  |
| Risultato | V | V | V | N | V | V | V | N | P | V  | N  | P  |
| Posizione | 2 | 1 | 2 | 2 | 1 | 1 | 1 | 1 | 2 | 2  | 3  | 3  |

Legenda:

Luogo: C = Casa; T = Trasferta. Risultato: V = Vittoria; N = Pareggio; P = Sconfitta.

#### Super Six
| Calcutta 29 settembre 2023, ore 11:30 UTC+5:30 1ª giornata                     | Mohammedan | 2 – 0 referto | Mohun Bagan SG | Bankimanjali Stadium |
| \| \| \| \| \| Lalremsanga Fanai 13’ David Lalhlansanga 37’ \| Marcatori \| \| |            |               |                |                      |
|                                                                                |            |               |                |                      |
| Lalremsanga Fanai 13’ David Lalhlansanga 37’                                   | Marcatori  |               |                |                      |

##### Andamento in campionato
| Giornata  | 1 | 2 | 3 | 4 | 5 |
| --------- | - | - | - | - | - |
| Luogo     | T |   |   |   |   |
| Risultato | P |   |   |   |   |
| Posizione | 6 |   |   |   |   |

Legenda:

Luogo: C = Casa; T = Trasferta. Risultato: V = Vittoria; N = Pareggio; P = Sconfitta.

### Durand Cup
| Arbitro: | Rahul Kumar Gupta |

| |           |  |
| Liston Colaco 15’ Manvir Singh 30’ (Rig.) Suhail Bhat 40’ Lalrinliana Hnamte 58’ Kiyan Nassiri 89’ | Marcatori |  |

| Arbitro: | Venkatesh R |

|                                           |           |  |
| Melroy Assisi 23’ (A.g.) Hugo Boumous 48’ | Marcatori |  |

| Arbitro: | Harish Kundu |

|  |           |                        |
|  | Marcatori | 60’ Nandha Kumar Sekar |

#### Andamento nel girone
| Giornata  | 1 | 2 | 3 |  |
| --------- | - | - | - |  |
| Luogo     | C | C | C |  |
| Risultato | V | V | P |  |
| Posizione | 1 | 1 | 2 |  |

Legenda:

Luogo: C = Casa; T = Trasferta. Risultato: V = Vittoria; N = Pareggio; P = Sconfitta.

#### Quarti di finale
| Calcutta 27 agosto 2023, ore 14:30 UTC+5:30                                                               | Mumbai City | 1 – 3 referto                                    | Mohun Bagan SG | Salt Lake Stadium (19 735 spett.) |
| \| \| \| \| \| Jorge Pereyra Díaz 28’ \| Marcatori \| 9’ Jason Cummings 30’ Hugo Boumous 63’ Anwar Ali \| |             |                                                  |                |                                   |
| |             |                                                  |                |                                   |
| Jorge Pereyra Díaz 28’                                                                                    | Marcatori   | 9’ Jason Cummings 30’ Hugo Boumous 63’ Anwar Ali |                |                                   |

#### Semifinale
| Calcutta 31 agosto 2023, ore 14:30 UTC+5:30                                              | FC Goa    | – referto                             | Mohun Bagan SG | Salt Lake Stadium |
| \| \| \| \| \| Noah Sadaoui 23’ \| Marcatori \| 42’ Jason Cummings 61’ Armando Sadiku \| |           |                                       |                |                   |
|                                                                                          |           |                                       |                |                   |
| Noah Sadaoui 23’                                                                         | Marcatori | 42’ Jason Cummings 61’ Armando Sadiku |                |                   |

### Finale
| Arbitro: | Rahul Gupta |

|  |           |                      |
|  | Marcatori | 71’ Dimitri Petratos |

| East Bengal | Mohun Bagan Super Giant |

|                 |                |                        |                |     |
|                 |                |                        |                |     |
| GK              | 13             | Prabhsukhan Singh Gill |                |     |
| DF              | 5              | Lalchungnunga          |                | 78’ |
| DF              | 7              | Harmanjot Khabra (c)   | 59’            |     |
| DF              | 12             | Mohammad Rakip         |                | 78’ |
| DF              | 26             | Borja Herrera          | 45+2’          | 57’ |
| DF              | 44             | Jordan Elsey           |                | 35’ |
| MF              | 11             | Nandha Kumar Sekar     |                |     |
| MF              | 17             | Mandar Rao Dessai      |                |     |
| MF              | 21             | Saúl Crespo            | 45+2’          |     |
| FW              | 29             | Naorem Mahesh Singh    |                |     |
| FW              | 99             | Javier Siverio         |                | 78’ |
| A disposizione: |                |                        |                |     |
| GK              | 1              | Kamaljit Singh         |                |     |
| DF              | 4              | José Pardo             |                | 35’ |
| MF              | 8              | Edwin Sydney Vanspaul  |                | 78’ |
| FW              | 10             | Cleiton Silva          |                | 57’ |
| MF              | 15             | Mobashir Rahman        |                |     |
| FW              | 20             | V.P. Suhair            | 89’            | 78’ |
| DF              | 22             | Nishu Kumar            |                | 78’ |
| DF              | 25             | Athul Unnikrishnan     |                |     |
| DF              | 33             | Gursimrat Singh Gill   |                |     |
| MF              | 35             | Gurnaj Singh Grewal    |                |     |
| Allenatore      |                |                        |                |     |
| Carles Cuadrat  | Carles Cuadrat | Carles Cuadrat         | Carles Cuadrat | 56’ |

|                 |    |                      |       |     |
|                 |    |                      |       |     |
| GK              | 1  | Vishal Kaith         | 90+7’ |     |
| DF              | 26 | Héctor Yuste         |       |     |
| DF              | 44 | Ashish Rai           |       | 59’ |
| DF              | 15 | Subashish Bose (c)   |       |     |
| DF              | 4  | Anwar Ali            |       |     |
| MF              | 7  | Anirudh Thapa        | 45+5’ | 62’ |
| MF              | 19 | Ashique Kuruniyan    |       | 69’ |
| MF              | 18 | Sahal Abdul Samad    |       | 87’ |
| MF              | 10 | Hugo Boumous         | 45+2’ | 69’ |
| FW              | 9  | Dimitri Petratos     |       |     |
| FW              | 99 | Armando Sadiku       |       | 69’ |
| A disposizione: |    |                      |       |     |
| DF              | 5  | Brendan Hamill       |       | 87’ |
| FW              | 11 | Manvir Singh         |       | 59’ |
| MF              | 16 | Abhishek Suryavanshi |       |     |
| FW              | 17 | Liston Colaco        |       | 69’ |
| FW              | 25 | Kiyan Nassiri        |       |     |
| FW              | 27 | Md. Fardin Ali Molla |       |     |
| MF              | 33 | Glan Martins         |       | 69’ |
| FW              | 35 | Jason Cummings       |       | 69’ |
| GK              | 41 | Syed Zahid           |       |     |
| DF              | 77 | Ravi Rana            |       |     |
| Allenatore:     |    |                      |       |     |
| Bastob Roy      |    |                      |       |     |

### Coppa dell'AFC

#### Secondo turno preliminare
| Arbitro: | Ahmed Eisa Mohamed |

|                                       |           |                      |
| Anwar Ali 38’, 89’ Jason Cummings 59’ | Marcatori | 78’ Messouke Oloumou |

#### Play-off
| Arbitro: | Heydari B. |

|                                                                                |           |                       |
| Jason Cummings 37’ (Rig.) Milad Sheykh Soleimani 58’ (A.g.) Armando Sadiku 60’ | Marcatori | 17’ Cornelius Stewart |

#### Fase a gironi
| Arbitro: | Omar Al-Yaqoubi |

|  |           |                                                                   |
|  | Marcatori | 46’ Sahal Abdul Samad 67’, 82’ Dimitri Petratos 79’ Liston Colaco |

| Calcutta 3 ottobre 2023, ore 16:00 UTC+5:30 2ª giornata                     | Mohun Bagan SG | 2 – 1 referto   | Maziya | Salt Lake Stadium (26 794 spett.) |
| \| \| \| \| \| Jason Cummings 28’, 90+2’ \| Marcatori \| 45’ Tomoki Wada \| |                |                 |        |                                   |
|                                                                             |                |                 |        |                                   |
| Jason Cummings 28’, 90+2’                                                   | Marcatori      | 45’ Tomoki Wada |        |                                   |

| Arbitro: | Clifford Postanes Daypuyat |

|                                    |           |                                  |
| Dimitri Petratos 29’ Asish Rai 54’ | Marcatori | 33’ Dorielton 70’ (Rig.) Robinho |

| Arbitro: | Shukri S. |

|                                 |           |                   |
| Miguel Figueira 44’ Robinho 80’ | Marcatori | 17’ Liston Colaco |

| Arbitro: | Gamini Nivon Robesh |

|                                    |           |                                                                                                 |
| Hugo Boumous 17’ Kiyan Nassiri 63’ | Marcatori | 30’ Roy Krishna 32’ Diego Maurício 41’ Cy Goddard 90+2’ Aniket Jadhav 90+5’ Isak Vanlalruatfela |

| Male 11 dicembre 2023, ore 11:00 UTC+5:30 6ª giornata | Maziya    | 1 – 0 referto | Mohun Bagan SG | National Football Stadium |
| \| \| \| \| \| Hassan Raif 40’ \| Marcatori \| \|     |           |               |                |                           |
|                                                       |           |               |                |                           |
| Hassan Raif 40’                                       | Marcatori |               |                |                           |

##### Andamento nel girone
| Giornata  | 1 | 2 | 3 | 4 | 5 | 6 |
| --------- | - | - | - | - | - | - |
| Luogo     | T | C | C | T | C | T |
| Risultato | V | V | N | P | P | P |
| Posizione | 1 | 1 | 1 | 2 | 3 | 3 |

Legenda:

Luogo: C = Casa; T = Trasferta. Risultato: V = Vittoria; N = Pareggio; P = Sconfitta.